# Eigenface
 (février 2023).
Si vous disposez d'ouvrages ou d'articles de référence ou si vous connaissez des sites web de qualité traitant du thème abordé ici, merci de compléter l'article en donnant les références utiles à sa vérifiabilité et en les liant à la section « Notes et références ».
Les eigenfaces (de l'allemand eigen = propre et anglais face = visage) sont un ensemble de vecteurs propres utilisés dans le domaine de la vision artificielle afin de résoudre le problème de la reconnaissance du visage humain. Le recours à des eigenfaces pour la reconnaissance a été développé par Sirovich et Kirby (1987) et utilisé par Matthew Turk et Alex Pentland pour la classification de visages. Cette méthode est considérée comme le premier exemple réussi de technologie de reconnaissance faciale. Ces vecteurs propres sont dérivés de la matrice de covariance de la distribution de probabilité de l'espace vectoriel de grande dimension des possibles visages d'êtres humains.

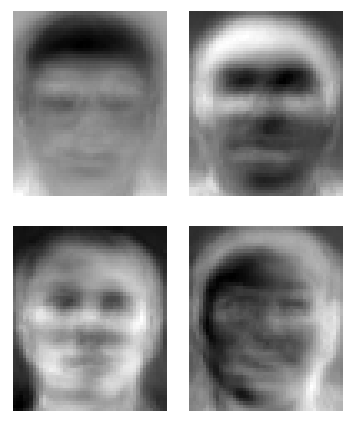
Quelques eigenfaces des laboratoires AT&T Labs de Cambridge